# Pterigeron decurrens
Pterigeron decurrens là một loài thực vật có hoa trong họ Cúc. Loài này được (DC.) Benth. miêu tả khoa học đầu tiên năm 1867.